# Промискуитет
Промискуитет је облик сексуалног понашања код којег је присутна промена сексуалног партнера, односно неодрживост задовољења сексуалних потреба у вези са једним сталним партнером. Промискуитет може бити праћен ширењем полно преносивих болести и других урогениталних инфекција.
Промискулитет је поремећај сексуалности који спада у групе парафирија ( сексуалне девијантности) ,који означава немогућност емоционане повезаности са партнерима него искључиво повезаност на физичком нивоу.   
Овакав вид понашања се најчешће може приметити код интравенских наркомана ( проституција ), код оба пола, најчешће када почну да користе тзв. тешке дроге  ( хероин, кокаин, афетамин, метафетамине ), и једино на тај начин могу да "отплате дуг"   својим дилерима - макроима . Такође, овакав вид понашања примећује се у епизодама  код особа са граничним поремећајем личности,као и код особа са биполарним поремећајем личности ( раније пре измене и допуне Дијагноза MKB - 10 - 1992 И DSM -IV- 2000 TR познато и као манично - депресивна психоза) . У својој маничној фази особе са биполарним поремећајем личности су склоне веома ризичном промискулитентном понашању, што је посебно опасно из разлога јер их такви поступци доводе поред опасности од полно преносивих болести и до следеће фазе тј, Депресивне епизоде - када су склони паду у озбиљну депресију тзв тешку депресију и склоност самоповређивању или самоубиству због осећаја кривице ( грешности ). Исто тако и особе са хистионични поремећај личности како би прикрили своје проблеме са импотенцијом ( мушкарци ) и фригридношћу ( жене).   

## Други парафилни поремећаји
Поред промискулитетног понашања постоје и други поремећаји сексуалне девијације: 
1. Аутоеротизам
2. Сајбереротизам
3. Нифоманија
4. Садомазохизам
5. Сатријаза
6. Телефон - скатологија

### Аутоеротизам
Аутоеротизам представља механичко подстицање гениталних органа. Нормална је и здрава појава у пубертету,код дечака између 12 и 13 године. Сматра се поремећајем само  у случају ако и поред могућности за нормално ступање у сексуалне односе се ослања на искључиво механички вид активности ,и онда  то спада  у перверзије.                                                                                                                    

### Сајбереротизам
Са напретком интернета и све чешћим и распрострањенијим коришћењем друштвених мрежа појавиле су се и нове врсте зависности. Једна од њих је зависност од интернета и виртуелних веза. Последице су поред физичке изолованости  и психички поремећаји: поремећаји анксиозности, неуроза, депресивних стања, психотичне епизоде.                                                                                           

### Нифоманија
Нифоманија је реч појам грчког порекла проистекла од грчких речи - нумпхе ,што у грчкој митологији представља полубожанство - младу жену насталу " Снагом природе " и грчке речи аритмос - што у преводу значи - лудило. Појам нифоманије први пут је употребљен крајем 18. века а до тада се користио термин -  болест луде љубави.   
Нифоманија је поремећај појачаног либида тј хиперсексуалности најчешће код жена које се упуштају у површне физичке контакте са потпуним странцима,често на тај начин ризикујући своје здравље и живот. Као најчешћи узрок таквог поремећаја тражи се у бихевонарној психо-анализи која готово увек открива трауме из детињства.  Физичко,емоционално ,сексуано злостављање од стране мушког члана породице ( оца ,очуха,брата,стрица,ујака,старатеља у хранитељском дому),често је откриће током терапијског процеса. На овај начин жена својом појачаном сексуалношћу покушава да се освети особи / особама које су је искоришћавале у детињству .предадолесценцији и раној адолесценцији ,демонстрирајући им своју суперионост,јер сада доказује да је " недостижна " зато што ниједан мушкарац не може да задовољи њене потребе. Са друге стране, та иста женска особа жели да пронађе емоционално сигурно уточиште код мушкарца који је неће повређивати, али је страх од одбацивања јачи и тера је на присилу тј. константну хиперсексуалност.

### Сатиријаза
Сатиријаза  представља  парафирију која се појављује искључиво код мушкараца. Реч сатиријаза потиче од грчке речи -  САТИОС   - која представља бића из грчке митологије ,која изгледају попут " пола мушкарац - пола јарац" , живе у подземном свету где све врме проводе веселећи се уз храну, пиће и музику. У психијатрији сатиријаза се јавља као поремећај из разлога нершеног Едиповог комплекса. Обично су у питању мушкарци који су под утицајем доминантне  или емотивно дистанциране мајке, и пасивног ,често од куће одсутног оца.

### Садомазохизам - сексуални мазохизам и сексуални садизам
Рихард фон Крафт - Ебинг (1886) је извео појам „мазохизам” од имена Леполда фон Захер- Мазоха (1836-1895) ,аустријског писца , који је у многим својим делима,а посебно у делу " Венера у крзну " , верно описивао бруталности своје фантазије да је роб мучитељски настројене жене.  Дакле, за мазохизам можемо рећи да је парафирија код које особу сексуално узбуђује и задовољство постиже једино кроз доживљај осећања понижења, патње и бола, којем буде изложен.                                                                               
У 18. веку  појам „сексуални садизам” изведен је од имена Алфонса де Сада (1740-1814), француског маркиза ,аристократе и писца бројних еротских романа, који је према наводима живео веома озлоглашеним девијантним животом  одрасле особе, која је злостављала младе проститутке. У својим делима он је верно и до најбизарнијих детаља описивао садистичко понашање да је тиме у целости оправдао да се овај облик понашаља зове по њему. Дакле, сексуални садизам је парафирија која се јавља код мушкараца ,и код које се сексуално задовољавање постиже једино и само када се партнеру наноси бол,понижење,и патња.  
Сам појам " садомазохизам" сугерише на фундаменталну везу између сексуалног садизма и сексуалног мазохизма. Иако нису сви мазохисти садисти и обрнуто,извесно је да у неким случајевима Нпр;  када мазохиста " воли и жели " да добија батине,буде садистички настројен према партнеру ( емоционално,психички) поготово ако види да тако понашање не прија партнеру већ га додатно узнемирава.                                                                                                

### Телефон - скатологија
Телефон - скатологија представља посебан вид парафирије која се јавља код мушкараца када се једино могу задовољити опцесним разговорима.

## Последице
Промискулитет представља веома опасну и веома  распрострањену активност, најчешће међу особама женског пола и међу младима. Као последица таквих поступака може доћи до ширења полно преносивих болести ( HIV- вирус ,Хепатитис Б и Ц, сифилис,гонореја,кадидијаза), такође може доћи и до нежељене трудноће, и абортуса док је особа још увек врло млада што са своје стране може изазвати катастрофалне последице по физичко и ментално здравље девојака, жена.  у највећој опасности су особе са менталним обољењима (Гранични поремећај личности и Биполарни поремећај личности) јер могу бити  далеко лакше искришћене јер је мала вероватноћа да ће било коме рећи због страха и стида који их са друге стране може довести до стања  тешке депресије и суицида. Такође врло честа појава је и велики броја силовања уз коришење  дрога за " брисање памћења" односно ГХБ наркотика.